# Dactylosporina steffenii
Dactylosporina steffenii är en svampart som först beskrevs av Rick, och fick sitt nu gällande namn av Dörfelt 1985. Dactylosporina steffenii ingår i släktet Dactylosporina och familjen Marasmiaceae.   Inga underarter finns listade i Catalogue of Life.